# Гевара, Алейда
Алейда Гевара Марч (исп. Aleida Guevara March; 24 ноября 1960, Гавана, Куба) — кубинский врач-педиатр и политический активист, старшая дочь революционеров Че Гевары и Алейды Марч.

## Биография
Родилась в Гаване, была старшей из четырёх детей в семье. Также у неё была старшая единокровная сестра от первого брака отца с Ильдой Гадеа. Алейде было всего шесть лет, когда отца убили в Боливии.
Работает врачом-педиатром в детской больнице Уильяма Солера, также работала в Анголе, Эквадоре и Никарагуа. Специализируется на проблемах, связанных с аллергией. Помогает центрам для детей-инвалидов, детей-беженцев и детей, скрывающихся от насилия в семье.
Появилась в фильме «Здравозахоронение», где давала режиссёру картины Майклу Муру интервью о состоянии здравоохранения на Кубе. По политическим убеждениям является, как и её отец, марксисткой, состоит в Коммунистической партии Кубы. Занимается правозащитной деятельностью. Также известна как инициатор кампании по противодействию эксплуатации знаменитой фотографии отца в коммерческих целях. В 2014 году посетила Москву с дружественным визитом. В октябре 2017 г. участвовала в XIX Всемирном фестивале молодёжи и студентов в Сочи. 
У неё есть две дочери, Эстефания и Селия.